# Holotrichia luangia
Holotrichia luangia är en skalbaggsart som beskrevs av Moser 1912. Holotrichia luangia ingår i släktet Holotrichia och familjen Melolonthidae. Inga underarter finns listade i Catalogue of Life.